# Serghei Rogaciov
Serghei Ivanovich Rogaciov, noto anche come Sergiu Rogaciov (Glodeni, 20 maggio 1977), è un allenatore di calcio ed ex calciatore moldavo, di ruolo attaccante.

## Carriera

### Club
Cresciuto nelle giovanili del Cristalul Glodeani, nel 1993 esordisce nel Cristalul Făleştî, squadra della prima divisione moldava. Nel 1994 si trasferisce all'Olimpia Bălţi: dopo le prime stagioni nelle quali mette a segno 6 reti in 25 partite di campionato, nelle due stagioni seguenti si sblocca siglando 25 reti nel 1996 e 33 reti nel 1997, anno nel quale ottiene il titolo di capocannoniere del torneo. Conclude la stagione al Constructorul-93 Chisinau, segnando le sue ultime due reti stagionali. Inizia la stagione 1997-1998 all'Olimpia Bălţi, dove ritorna a mantenere una media di più di una rete a partita, prima di passare allo Sheriff Tiraspol nel gennaio del 1998, ottenendo altre due vittorie consecutive nella classifica marcatori.
Nel 2000, dopo essersi allenato con lo Futbol'nyj Klub Spartak Moskva, viene acquistato dai russi del Saturn, con i quali disputa 114 partite di campionato in sei stagioni, realizzando 32 gol. Dopo l'esperienza in Prem'er-Liga, Rogaciov va all'Aktobe, squadra kazaka. In seguito fa brevi esperienze con Ural, Olimpia Bălţi, Vostok e Dinamo San Pietroburgo, dove conclude la propria carriera da calciatore.
Totalizza 138 reti in più di 170 incontri del campionato moldavo.

### Nazionale
Esordisce in 5 maggio del 1996 contro l'Italia (1-3). Il 3 settembre 2005 Rogaciov sigla una doppietta alla Bielorussia (2-0) in una sfida valida per le qualificazioni al mondiale del 2006. Il 7 ottobre del 2006 firma due reti contro la Bosnia ed Erzegovina (2-2) nell'incontro valido per le qualificazioni all'europeo del 2008.

### Allenatore
Nel 2013 diviene l'allenatore dell'Olimpia Bălţi ma viene esonerato a marzo dello stesso anno.

## Palmarès

### Club
- Divizia Națională: 1

Constructorul Chişinău: 1996-1997

### Individuale
- Calciatore moldavo dell'anno: 1

1996, 2001
- Capocannoniere della Divizia Națională: 3

1996-1997 (35 gol), 1998-1999 (21 gol), 1999-2000 (20 gol)